# Charles Maclean, barone Maclean
Charles Hector Fitzroy Maclean, barone Maclean (5 maggio 1916 – Hampton Court, 8 febbraio 1990) è stato un nobile scozzese.

## Biografia
Era il figlio del maggiore Hector Fitzroy Maclean, e di sua moglie, Winifred Joan Wilding, figlia di JH Wilding.
Successe come capo del Clan Maclean di Duart nel 1936 alla morte del nonno, Sir Fitzroy Maclean.

## Carriera
Prese servizio attivo nella seconda guerra mondiale, mentre prestava servizio nel 3º battaglione Scots Guards. Ha combattuto in Francia, Belgio, Paesi Bassi e Germania. È stato Lord luogotenente dell'Argyllshire (1954-1975).
Maclean era il Capo Scout del The Scout Association nel Regno Unito (1959-1971), e ha continuato come Capo Scout del Commonwealth fino al 1975.
È stato creato Barone Maclean, di Duart e Morven nella Contea di Argyll nel 1971. Il suo primo incarico cerimoniale come Lord Ciambellano è stato nel 1972 al funerale del Duca di Windsor. È stato Lord High Commissioner per l'Assemblea generale della Chiesa di Scozia (1984-1985).

## Matrimonio
Sposò, il 7 giugno 1941, Joan Elizabeth Mann (30 maggio 1923), figlia di Francis Thomas Mann. Ebbero due figli:
- Lachlan Hector Charles Maclean (25 agosto 1942);
- Janet Elizabeth Maclean (27 dicembre 1944), sposò Nicholas Barne, ebbero due figli.

## Morte
Morì l'8 febbraio 1990 a Hampton Court Palace.